# スマートモンスターズ
『SMART MONSTERS』（スマートモンスターズ）は、1998年1月10日から2月14日までテレビ朝日系ウイークエンドドラマ枠で放送されたよゐこの初主演の連続テレビドラマである。第4回以降の放送枠は土曜24:40 - 25:10。

## 概要
若者たちの屋敷からの脱出劇を描いたSFXドラマである。有野晋哉の第1話での「親父ぃ…」とのセリフが迫力のない棒読みだったため、それを不安視したスタッフによりセリフが削られたとの逸話がある。

## あらすじ
行方不明になった父、竹芝博士（村井国夫）を探す傍ら、さえないオカルトショップの店長を務める竹芝ヒロミ（有野晋哉）。その日も友人である日の出二郎（濱口優）とくだらない日常を送っていた。そんな2人のもとに、日の出の元カノ有明ハルミ（佐藤仁美）が借金の返済の催促に現れる。その日暮らしで金も無く困り果てる日の出に、竹芝が一つの提案をした。雑誌に載っている『心霊写真大募集・一等賞100万円』に応募するというのだ。実は竹芝は過去にも類似のコンテストに応募し、合計で200万円の賞金を得た経験があった。そして3人は、デーモンが出るとの噂がある街外れの教会を訪れる。

## キャスト
- 日の出二郎 - 濱口優

本作品の主人公。女とお金を楽して稼ぐことばかり考えている。そんなつけがまわってか、元彼女のハルミ（佐藤仁美）に借金の返済を迫られる。モンスターと立ち向かってく中で、なんとなくの日々をダラダラとすごしていた自分が変わっていく。
- 竹芝ヒロミ -  有野晋哉

オカルトショップの店長。父親が行方不明となっている。心霊写真で賞金（合計で200万円）を得た経験から日の出の借金返済のため廃屋に行くことを提案する。身体を掻くくせがあり。ヒロミちゃんと呼ばれると怒る。
- 有明ハルミ - 佐藤仁美

二郎の元彼女。二郎に借金（元金は90万円。慰謝料として10万円を上乗せされて100万円）の返済を迫る。気の強い性格だが、物語が進むにつれて、微妙に可愛さが出てくる。
- 大黒刑事 - 三浦洋一

殺人犯を追って街外れの教会に迷い込んだ刑事。物語の途中、謎の化け物の手にかかる。
- 竹芝博士 - 村井国夫

竹芝ヒロミの父。ヒロミが経営するオカルトショップのレジの前にたずね人として姿を模したフィギュアが飾られている。蝶ネクタイを好んで着ける55歳。
- 本牧助手 - 相島一之

物語の冒頭に登場した後、終盤までまったく登場場面が無い。とあるトラブルから配水管に足を挟まれて身動きできずにいたところを日の出（濱口優）に発見される。地下からの出口を知っているらしい。
- 助手 - 竹沢一馬

物語の冒頭のみ登場。
- 助手 - 大山健

物語の冒頭のみ登場（？）。
- ナレーション - 郷里大輔

毎回ドラマの冒頭であらすじを語っているが、その内容は実際のあらすじとは若干異なる。
- モンスター

## 放送日程
1. はじまりは投稿写真と百万円 1998年1月10日
2. 地上への階段 1月17日
3. 恐怖の丑三つ時 1月24日
4. 不幸な橋渡し 1月31日
5. 日の出、お前もか…！ 2月7日
6. DOWN PURPLE 2月14日

## スタッフ
- 脚本 - 高橋奈津子(#1～6)、冨岡淳広(#2,4)
- 演出 - 三木康一郎
- 構成 - 鈴木おさむ、堀田延
- プロデュース - 澤將晃、大川博史
- 制作協力 - Joker
- 制作著作 - テレビ朝日

## テーマ曲
- pool bit boys「SUNSHINE」

| テレビ朝日 ウイークエンドドラマ | テレビ朝日 ウイークエンドドラマ | テレビ朝日 ウイークエンドドラマ |
| 前番組                          | 番組名                          | 次番組                          |
| ------------------------------- | ------------------------------- | ------------------------------- |
| 幻想ミッドナイト                | スマートモンスターズ            | 透明少女エア                    |